# Коритово (Голеньовський повіт)
Коритово (пол. Korytowo, нім. Walsleben) — село в Польщі, у гміні Машево Голеньовського повіту Західнопоморського воєводства.
Населення — 170 осіб (2011).
У 1975-1998 роках село належало до Щецинського воєводства.

## Демографія
Демографічна структура станом на 31 березня 2011 року:
|          | Загалом | Допрацездатний вік | Працездатний вік | Постпрацездатний вік |
| -------- | ------- | ------------------ | ---------------- | -------------------- |
| Чоловіки | 83      | 17                 | 61               | 5                    |
| Жінки    | 87      | 17                 | 52               | 18                   |
| Разом    | 170     | 34                 | 113              | 23                   |